# The Pillars of the Earth (televisieserie)
The Pillars of the Earth is een achtdelige miniserie uit 2010, gebaseerd op het boek The Pillars of the Earth van Ken Follett. De serie debuteerde in de Verenigde Staten op Starz en in Canada op The Movie Network/Movie Central op 23 juli 2010. In het Verenigd Koninkrijk was de première op Channel 4 in oktober 2010, evenals in Nederland op 3 oktober 2010 op RTL 8. In België werd de serie uitgezonden vanaf 8 januari 2012 op 2BE.

## Verhaal
Net als in het boek staat de bouw van de middeleeuwse kathedraal centraal in de miniserie. De bouw vindt plaats in het fictieve Kingsbridge tijdens de roerige periode van de burgeroorlog in de 12e eeuw die de naam De Anarchie meekreeg. Ook het verhaal rond het White Ship-ongeluk speelt een belangrijke rol in de plot.

### Verschillen met het boek
De miniserie verschilt in veel opzichten wel van het boek. De onder beschreven gebeurtenissen zijn toegevoegd of weggelaten voor de serie:
- Zo is het dispuut tussen Hendrik II en Thomas Becket, dat resulteerde in het vermoorden van Thomas Becket door een aantal van Hendriks ridders, weggelaten.
- Bisschop Henry (de broer van Koning Stephen) heeft geen rol, het is de koning zelf die in de serie komt kijken naar de voortgang van de bouw van de kathedraal, niet deze bisschop.
- Koning Stephen heeft geen visioenen in het boek.
- Het skelet en de schedel van de heilige worden in het boek wel gered uit het vuur.
- Jack's reis naar Toledo, waar hij te gast is bij een Arabische handelaar komt niet ter sprake. Jack komt in de serie niet verder dan Frankrijk alwaar Aliena hem vindt. Hun zoontje wordt in de serie niet ziek onderweg zoals in het boek.
- In het boek leven Jack en Aliena jarenlang gescheiden, omdat Aliena geen toestemming van de bisschop krijgt om te scheiden van Alfred. In de jaren dat Jack en Aliena apart leven krijgen ze nog een kind samen, namelijk hun dochter Sally.
- In het boek probeert Alfred, na jaren apart geleefd te hebben van Aliena, haar op een dag in haar huis te verkrachten. Aliena's broer Richard ziet dat en hij vermoordt Alfred.

Sommige details of thema's worden niet genoemd in het boek.
Zoals:
- Willem Hamleigh heeft een incestueuze relatie met zijn moeder Regan
- De moeder van Willem Hamleigh vermoordt in het boek niet haar man maar Graaf Percy Hamleigh sterft een natuurlijke dood.
- Ellen werd in het boek niet beschuldigd een heks te zijn, maar werd door Prior Philip verbannen, omdat ze seks zou hebben gehad met Tom Builder zonder voorgaand huwelijk. In het boek trouwen ze wel nadat Ellen een jaar verbannen is geweest. Jack en Ellen wonen in deze tijd weer in het bos. De gebeurtenissen in deze tijd vinden dus plaats zonder hen, Jack is dan ook niet bij het gevecht bij de steengroeve betrokken, laat staan dat hij daar gewond raakt. Dit gevecht vindt in het boek veel later plaats, op het moment wanneer Willem Hamleigh, als hij eenmaal graaf geworden is, de steengroeve terug gaat nemen op het klooster.

## Rolverdeling
- Ian McShane als Waleran Bigod
- Rufus Sewell als Tom Builder
- Matthew Macfadyen als Prior Philip
- Eddie Redmayne als Jack Jackson
- Hayley Atwell als Aliena
- Liam Garrigan als Alfred Builder
- Tony Curran als Koning Stephen
- Sarah Parish als Regan Hamleigh
- David Oakes als William Hamleigh
- Robert Bathurst als Percy Hamleigh
- Alison Pill als Prinses Maude
- Sam Claflin als Richard
- Skye Bennett als Martha Builder
- Gordon Pinsent als de Aartsbisschop
- Natalia Wörner als Ellen
- Anatole Taubman als Remigius
- Donald Sutherland als Graaf Bartholomew
- Götz Otto als Walter
- Jody Halse als Johnny Eightpence
- David Bark Jones als Francis
- Freddie Boath als Koning Hendrik II
- Clive Wood als Koning Hendrik I
- Douglas Booth als Eustace